# アメリカ合衆国下院
アメリカ合衆国下院（アメリカがっしゅうこくかいん、英: United States House of Representatives、略称: the House）は、アメリカ合衆国議会の二院のうち下院にあたる議院である。
アメリカ合衆国代議院（アメリカがっしゅうこくだいぎいん）とも翻訳される。
議席数は435で、各州に対して人口比率に応じて配分される。すべて小選挙区である。

## 語源
「上院 (upper house)」「下院 (lower house)」という言葉は、アメリカの首都がフィラデルフィアであった頃、議会が使用していた2階建ての公会堂（現在の独立記念館、当時の大きめな家屋と変わらないほどの小振りな建物）で、議員数の多い代議院 (House of Representatives) がその1階部分 (lower house) を、少ない元老院 (Senate) が2階部分 (upper house) を使用したことからこう呼ばれ始めたといわれる。

## 歴史
合衆国憲法を批准した11州から選出された議員65名で1789年に発足。当時の合衆国憲法は選挙権について規定せず、各州の定めにより、一定の財産を持つ自由民（ほとんどが白人）の男性のみが投票権を有した。一方で各州への議席配分は「納税義務なきインディアンを除く自由民男女の人数に、自由民以外の者（ほとんどが黒人奴隷）の人数に3/5を掛けた数を加えた数」に比例するとされた。男子普通選挙や女性参政権を導入する州は徐々に増え、1856年までには全ての州で自由民男子による普通選挙が導入され、1868年発効の合衆国憲法修正第14条では国内で出生した全ての21歳以上の男子への選挙権付与が原則として義務付けられた。女性への参政権付与の義務化は合衆国憲法修正第19条の発効した1920年。ただし人種平等が実質化するのは1960年代の公民権運動以降である。

### 院内勢力
南北戦争以降は共和党が多数党、民主党が少数党であることが多かったが、ニューディール時代に勢力が逆転し、1994年の中間選挙を機に再度逆転している。

党派別下院議席割合
連邦党（1789年-1824年）
反政権党（1789年-1794年）
民主共和党（1792年-1825年）
ジャクソニアン（1825年-1848年）
国民共和党（1824年-1834年）
ホイッグ党（1834年-1860年）
民主党（1828年-）
共和党（1854年-）

## 構成
下院議員（representative）の任期は2年で、選挙のたびに全員が改選される。解散はない。下院選挙は上院の1/3改選と同時に行われ、2回に1回は大統領選挙一般投票とも同時である。大統領選挙の無い年の選挙は中間選挙と呼ばれる。
議席定数は1911年に435議席で固定された。10年に1度の国勢調査で報告される人口に基づきヒル方式で50州に配分される。2020年国勢調査に基づく配分では、6つの州が最少の1議席ずつ、カリフォルニア州が最多の52議席を割当てられている。1967年制定の連邦法により、選挙制度は小選挙区制のみとされる。ほとんどの州は単純小選挙区制であるが、いくつかの州では二回投票制や党派で分けない予備選挙を実質的な第一回投票とする制度が採用され、メイン州などでは優先順位付投票が導入された。州内の選挙区設定は人口が均等であることと人種差別的でないことが連邦法により要求されているが、具体的な区割りは州に任されており、州法で直接規定する場合と、州法で授権された独立した組織によって決定される場合がある。「代表なくして課税なし」の原則より、準州など州とみなされない合衆国領土についても、委員会のみに参加するオブザーバーの議員が数人いる。
選挙権は18歳以上の合衆国市民に付与される。被選挙権は7年以上合衆国市民である25歳以上に付与される。また選挙時に選出州の住民であることが求められる。
連邦議会議員は、憲法により不逮捕特権や免責特権が保証されているが、他の官職につくことが禁止されている。

## 権能
合衆国憲法第1条第7節により予算案の先議権があるものの、予算に関する下院の優越権は存在せずあくまで先議権のみである。これはイギリス議会の慣習法を継承したもので、予算が平民への課税に基づくことによる。米国の予算案では予算決議（全体の歳入歳出案）、歳入関連法案、歳出関連法案が個別に討議され、先議権の対象となるのは税制や税率に関わる歳入関連法案である。もっとも委員会方式を採用しているため、実質的な討議は上下両院のそれぞれの委員会で行われ、上下両院で作成された委員会決議案をもとに下院本会議で調整し決議し、それを上院に回すこととなる。全体の歳入歳出バランスを確定する予算決議そのものは上下両院により維持される議会予算局が作成するものであり、議会の討議の前段階ですでに調整されているため、予算審議に入る際にはすでに「天から降ってくるもの」となっている。大統領の予算教書（行政管理予算局が作成）を議会は無視して良いのが前提であるが、大統領拒否権を通じて予算討議に影響を与える。
条約の批准、高級官僚や裁判官の指名に対する承認権はないなどの点で上院に比べて権限は劣る。ただし、議会の最も重要な立法権については上院と同等の権限である。大統領選挙において選挙人を過半数獲得した候補がいない場合は下院が大統領を選出する権限を持つ（憲法修正12条）。大統領・副大統領その他の裁判官を含む連邦公務員に対する弾劾裁判では、下院の単純過半数の賛成に基づく訴追を受けて上院が裁判し、上院2/3多数の賛成により弾劾対象者を免職しうる。

## 議決手続き
1970年代以降、本会議の採決には電子投票が導入されている。多くの場合は15分間の投票時間が設定され、その間に議員は議場内に複数設けられた投票機械にIDカードを通し、賛否のボタンを押す。各議員の投票内容は議場内に掲げられたディスプレイに直ちに映し出され、賛否の票数はテレビ中継でもリアルタイムに流される。投票時間内であれば投票を訂正することも可能である。
この投票時間は議員間の取引きにも用いられ、議場内各所で立ち話をする姿が見られる。

## 役職
下院議長 (House Speaker、正式名：Speaker of the United States House of Representatives)
- 点呼投票により選出され、党籍を有したまま活動する。上院や日本の国会などの議長と異なり、自らの判断により議事整理権を行使し、本会議での発言者を指名する。重要な局面では自ら演壇に立って議案への賛否を述べることもある。
- 常任の仮議長や副議長はおらず、その都度ごとに議長が議員を仮議長（Speaker pro tempore）に指名して議事を委ねる。議長は自らに事故がある際に仮議長を務めさせる議員のリストをあらかじめ書記局に提出する。
- 1947年大統領継承法（合衆国法典第3編第19条[10]）により、下院議長は、副大統領に次いで大統領権限継承順位が第2位となる。正副大統領を共に欠いた場合には下院議員を辞職した上で大統領代行（Acting President）に就任し[10]、正副大統領が共に一時的な執務不能となった場合には、下院議員のまま大統領権限を臨時代行する。

下院院内総務 (House Majority/Minority Leader、正式名：Majority/Minority Leader of the United States House of Representatives)
- 多数党院内総務と少数党院内総務が、それぞれの会派から選出される。リーダーという職名であるが、多数党の実質的なトップは議長であるため、多数党院内総務は会派のナンバー2の地位である。少数党院内総務は名実ともに会派のリーダーである。選挙の結果により多数党と少数党が入れ替わった場合、前少数党院内総務が議長に就き、逆に前議長が少数党院内総務になることがある。

## 議席と選挙区

### 議席
第118議会
- 2023年1月3日から3月6日まで

    共和党 - 222 
     民主党 - 212 
     欠員 - 1 
- 3月7日から5月31日まで

    共和党 - 222 
     民主党 - 213
- 6月1日から9月15日まで

    共和党 - 222 
     民主党 - 212 
     欠員 - 1 
- 9月16日から11月12日まで

    共和党 - 221 
     民主党 - 212 
     欠員 - 2 
- 11月13日から11月27日まで

    共和党 - 221 
     民主党 - 213 
     欠員 - 1
- 11月28日から12月1日まで

    共和党 - 222 
     民主党 - 213
- 12月1日から12月31日まで

    共和党 - 221 
     民主党 - 213 
     欠員 - 1 
- 2024年1月1日から1月21日まで

    共和党 - 220 
     民主党 - 213 
     欠員 - 2 
- 1月22日から2月1日まで

    共和党 - 219 
     民主党 - 213 
     欠員 - 3 
- 2月2日から2月27日まで

    共和党 - 219 
     民主党 - 212 
     欠員 - 4 
- 2月28日から3月22日まで

    共和党 - 219 
     民主党 - 213 
     欠員 - 3
- 3月23日から4月24日まで

    共和党 - 218 
     民主党 - 213 
     欠員 - 4 
- 4月25日から5月5日まで

    共和党 - 217 
     民主党 - 212 
     欠員 - 6 
- 5月6日から6月2日まで

    共和党 - 217 
     民主党 - 213 
     欠員 - 5
- 6月3日から6月24日まで

    共和党 - 218 
     民主党 - 213 
     欠員 - 4
- 6月25日から7月7日まで

    共和党 - 219 
     民主党 - 213 
     欠員 - 3
- 7月8日から7月19日まで

    共和党 - 220 
     民主党 - 213 
     欠員 - 2
- 7月19日から8月21日まで

    共和党 - 220 
     民主党 - 212 
     欠員 - 3
- 8月21日から9月22日まで

    共和党 - 220 
     民主党 - 211 
     欠員 - 4
- 9月23日から

    共和党 - 220 
     民主党 - 212 
     欠員 - 3

### 選挙区
合計435の選挙区があり、うちアラスカ州・デラウェア州・ノースダコタ州・サウスダコタ州・バーモント州・ワイオミング州の6つの州は全州区、ほかの44州は少なくとも2つの選挙区に分けられる。
| 選挙区               | 選挙区数 | 地図 |
| -------------------- | -------- | ---- |
| アラバマ州           | 7        |      |
| アラスカ州           | 1        |      |
| アリゾナ州           | 9        |      |
| アーカンソー州       | 4        |      |
| カリフォルニア州     | 52       |      |
| コロラド州           | 8        |      |
| コネチカット州       | 5        |      |
| デラウェア州         | 1        |      |
| フロリダ州           | 28       |      |
| ジョージア州         | 14       |      |
| ハワイ州             | 2        |      |
| アイダホ州           | 2        |      |
| イリノイ州           | 17       |      |
| インディアナ州       | 9        |      |
| アイオワ州           | 4        |      |
| カンザス州           | 4        |      |
| ケンタッキー州       | 6        |      |
| ルイジアナ州         | 6        |      |
| メイン州             | 2        |      |
| メリーランド州       | 8        |      |
| マサチューセッツ州   | 9        |      |
| ミシガン州           | 13       |      |
| ミネソタ州           | 8        |      |
| ミシシッピ州         | 4        |      |
| ミズーリ州           | 8        |      |
| モンタナ州           | 2        |      |
| ネブラスカ州         | 3        |      |
| ネバダ州             | 4        |      |
| ニューハンプシャー州 | 2        |      |
| ニュージャージー州   | 12       |      |
| ニューメキシコ州     | 3        |      |
| ニューヨーク州       | 26       |      |
| ノースカロライナ州   | 14       |      |
| ノースダコタ州       | 1        |      |
| オハイオ州           | 15       |      |
| オクラホマ州         | 5        |      |
| オレゴン州           | 6        |      |
| ペンシルベニア州     | 17       |      |
| ロードアイランド州   | 2        |      |
| サウスカロライナ州   | 7        |      |
| サウスダコタ州       | 1        |      |
| テネシー州           | 9        |      |
| テキサス州           | 38       |      |
| ユタ州               | 4        |      |
| バーモント州         | 1        |      |
| バージニア州         | 11       |      |
| ワシントン州         | 10       |      |
| ウェストバージニア州 | 2        |      |
| ウィスコンシン州     | 8        |      |
| ワイオミング州       | 1        |      |